# M級潜水艦
| M級潜水艦                  | M級潜水艦                                                                                                |
| -------------------------- | --- |
| 竣工当時の「M1（HMS M1）」 | |
| 艦級概観                   | |
| 艦種                       | モニター潜水艦                                                                                           |
| 艦名                       | |
| 前級                       | J級潜水艦                                                                                                |
| 次級                       | ノーチラス級潜水艦                                                                                       |
| 性能諸元                   | |
| 排水量                     | 水上：1,594トン（常備）、1,722トン（満載） 水中：1,946トン                                               |
| 全長                       | 90.14m                                                                                                   |
| 全幅                       | 7.52m |
| 吃水                       | 4.80m |
| 機関                       | 主機関：ヴィッカーズ式12気筒ディーゼル機関2基2軸推進 副機関：電動モーター2基                             |
| 最大出力                   | 水上：2,400hp 水中：1,600hp                                                                              |
| 最大速力                   | 水上：15ノット（27.78km/h） 水中：9.5ノット（17.59km/h）                                                 |
| 航続距離                   | 水上：15ノット/2498海里（ 4,627km） 水中：8ノット/9海里（16.7km）                                        |
| 乗員                       | 64名 |
| 兵装                       | 305mm単装砲：1基 76.2mm単装砲：1基 457mm魚雷発射管：艦首4基 ( ※ M3は533mm魚雷発射管：艦首4基 ) 魚雷：8本 |

M級潜水艦 (M Class Submarines) は、イギリス海軍が建造・保有した潜水艦。大口径火砲を搭載する潜水艦として第一次世界大戦後に4隻が建造されたが、活躍の場がないまま第二次世界大戦までに2隻が事故により沈没喪失し、1隻は竣工すらしなかった。 

## 概要

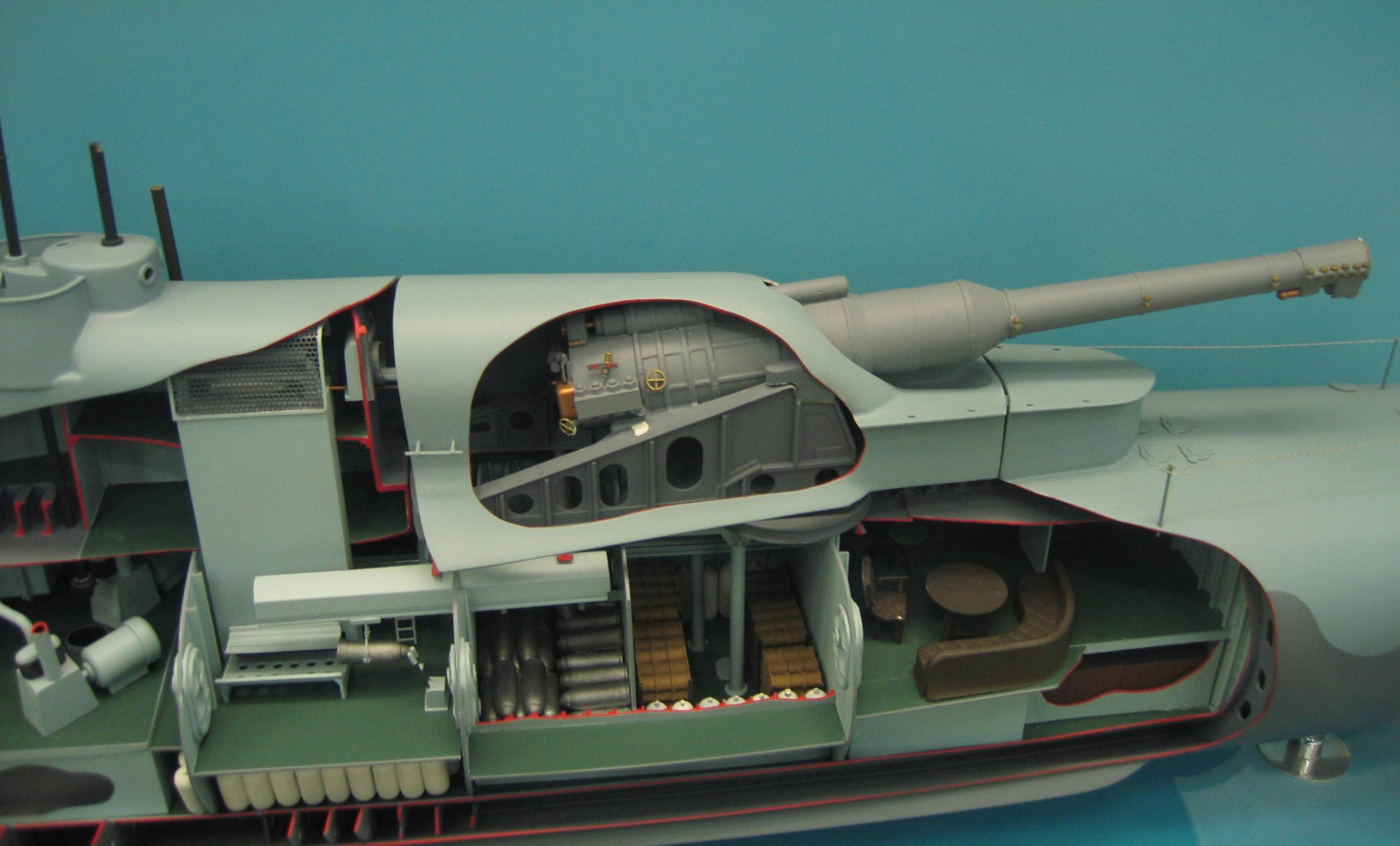
本級の30.5cm砲の構造を示した模型。

潜水艦の構造的制約や、あるいは利点などを活かして、他の軍艦には見られないような奇抜な潜水艦が設計されることは、古今東西で稀によく見られることであった。イギリス海軍の「モニター潜水艦」と呼ばれるM級潜水艦も、そうした試みの産物の一つである。
第一次世界大戦当時の潜水艦は、技術的未熟から潜航深度、速力、攻撃火力、航続距離といった、軍艦としては死活問題となる性能の全てに問題があった。この時代の潜水艦は、「必要な時のみ潜航する」というものであり、浮上したままで航行する場合のほうが遥かに多かった。特に通商破壊戦に用いる場合は、標的となる商船の前に浮上し、警告を与え乗組員退避の時間を与えた上で攻撃するのが一般的であった（ドイツが無警告での無差別攻撃に切り替えるのは大戦後半期になってからであり、結果としてアメリカの参戦を招いた）。そのため商船に偽装した対潜水艦用の艦艇（Qシップ）によって、浮上した潜水艦を攻撃するという戦法も用いられている。それゆえ、浮上して敵に対峙した場合に火力で圧倒する潜水艦というコンセプトが有効なものであると考えられた。そこで考えられたのは、潜水艦に大口径砲を搭載し、目標艦船の傍らで急速浮上後、すかさず主砲で砲撃、これに致命傷を与えようという構想である。こうしてK級潜水艦の建造計画から4隻を抜き出し、大幅な設計変更を加えM級潜水艦として着工した。

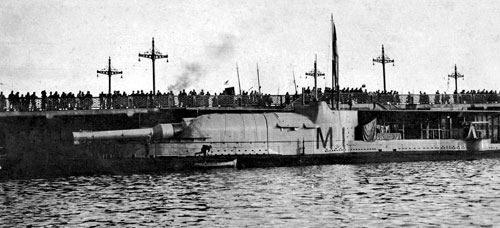
イスタンブールで撮られたM1
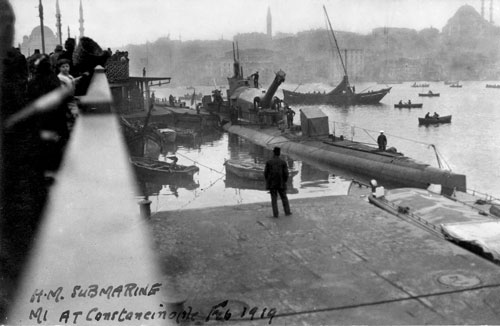
コンスタンティノープルで撮られたM1

主兵装の305mm砲は艦橋前方へ艦首方向に設置された。砲塔の旋回角度は中心線から左右にそれぞれ7.5°と限られており、大まかな方向は艦の向きを変えることで調整された。砲身の仰角は最大20°であり、潜望鏡深度からでも砲撃できたが、再装填のためには浮上しなければならないという制約があった。弾丸の威力は戦艦の主砲と同等であり、命中すればたいていの目標に十分な効果が期待できた。
だが、そもそも潜水艦の最大の特性は、「深く静かに潜航せよ」と言われるように、秘匿性の高さにある。その秘匿性を無視し、敵の眼前に己の姿をさらけ出すという用法は矛盾を抱えているといえ、潜水艦の揺籃期における試行錯誤のひとつにすぎなかった。結局、潜水艦の発展は潜航したままでの魚雷攻撃を主とする方向が大勢となり、浮上しての艦砲攻撃を主とする本艦のコンセプトは廃れることとなった。3隻が竣工したものの、M1が事故で失われた後に他の2隻は1922年に主砲塔を撤去され、M2は1928年に水上機搭載潜水艦に、M3は機雷敷設潜水艦にそれぞれ改装された。M4は竣工すらせずに廃棄された。
ちなみにM1の事故から70年以上経った1999年に調査が行われた結果、M級の特長である主砲部分からの浸水がその沈没原因であったと判明している。

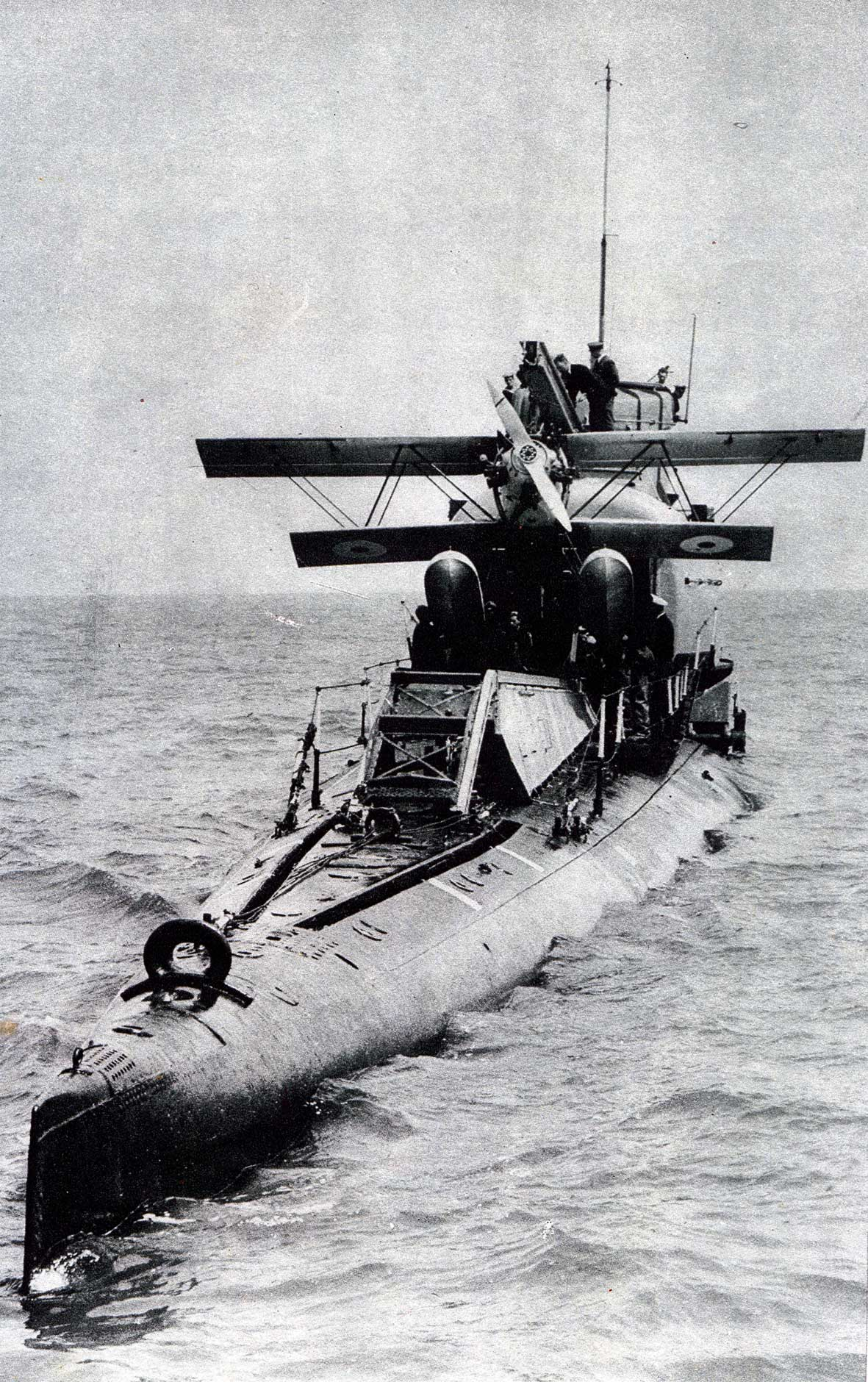
水上機を運用するM2
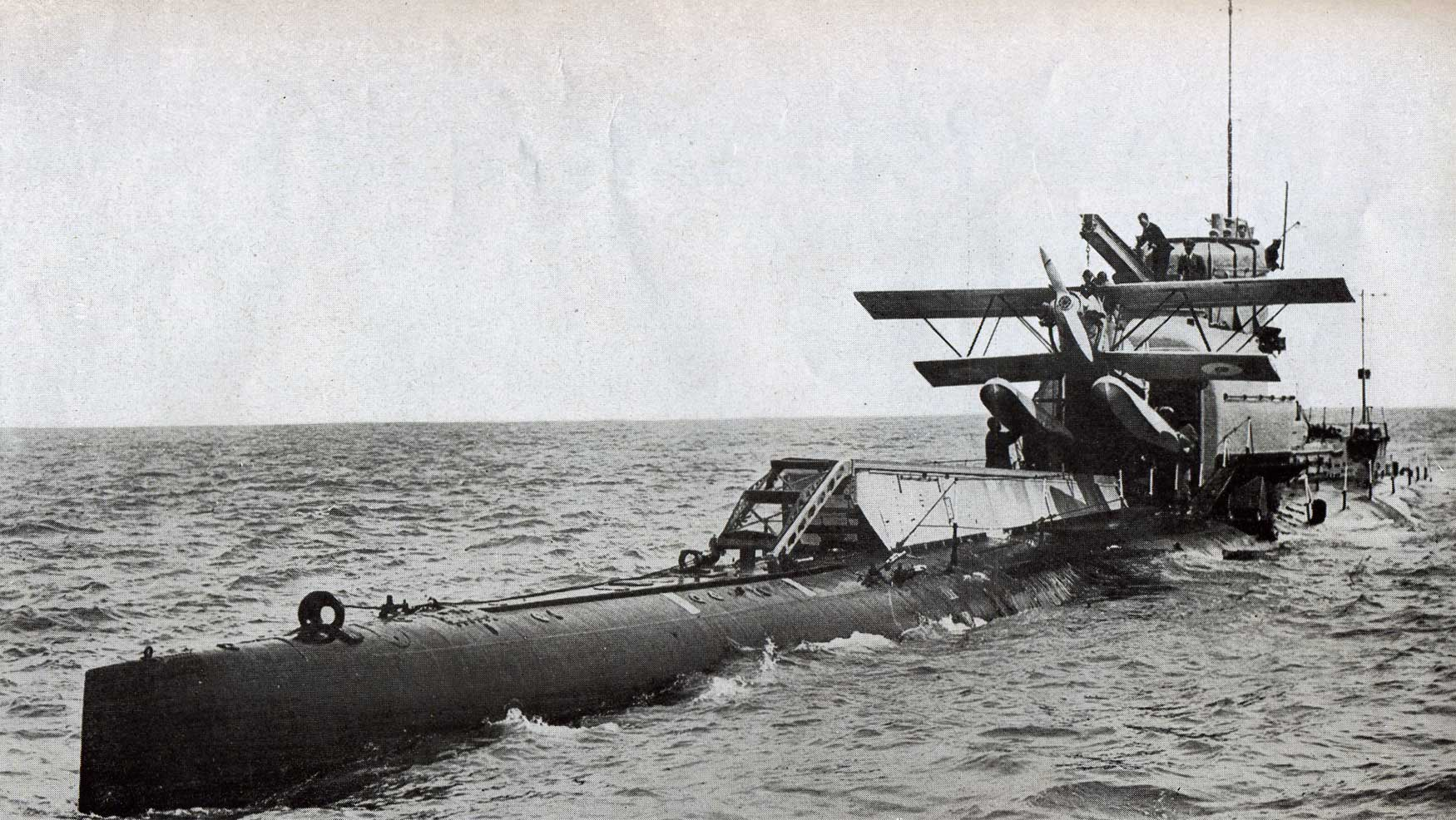
水上機を運用するM2
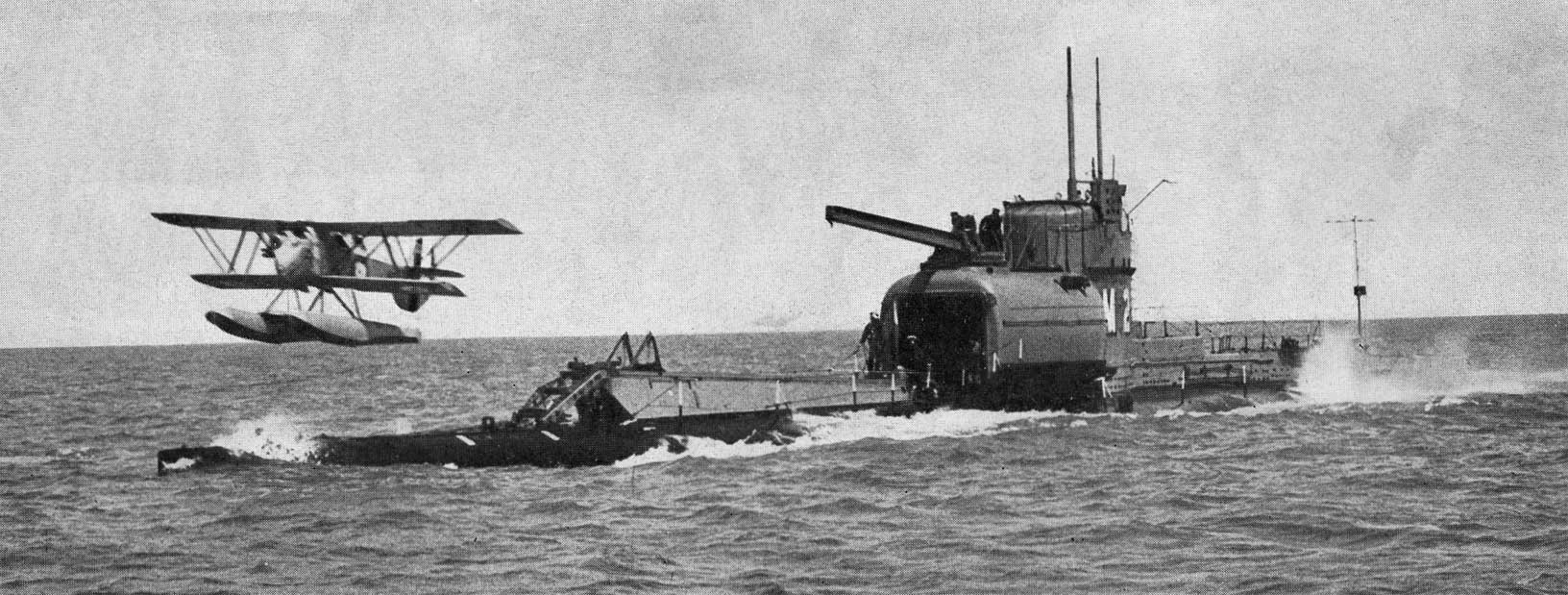
水上機を発艦させるM2

## 同型艦
- M1

ヴィッカーズ社バロー・イン・ファーネス造船所にて1916年7月に起工、1917年7月に進水、1918年4月に竣工。1925年11月に民間船との衝突事故により沈没。
- M2

ヴィッカーズ社バロー・イン・ファーネス造船所にて1916年7月に起工、1918年10月に進水、1920年2月に竣工。1922年に主砲撤去後、水上機搭載用に改装。1932年1月に訓練航海中の事故により沈没。
- M3

アームストロング・ホイットワース社エルジック造船所にて1916年12月に起工、1918年10月に進水、1920年7月に竣工。1922年に主砲撤去後、機雷敷設用に改装。1932年2月に除籍後、4月に解体処分
※未竣工
- M4

アームストロング・ホイットワース社エルジック造船所にて1916年に起工、1918年に契約破棄。進水、1919年7月に解体処分

## 参考図書
- 「Conway All The World's Fightingships 1906–1921」（Conway）
- 「世界の艦船 1997年9月号増刊 イギリス潜水艦史」（海人社）

## 参考リンク
- M-Class Details
- M Class